# Bombylius senilis
Bombylius senilis är en tvåvingeart som först beskrevs av Fabricius 1794.  Bombylius senilis ingår i släktet Bombylius och familjen svävflugor. Inga underarter finns listade i Catalogue of Life.